# 海藻林
海藻林，亦作巨藻林、海帶森林，是由海帶目（Laminariales）大型褐藻所構成的海底森林，為最富有豐富生產力與多樣性的地球生態系統。較小片的海藻林又被稱為海藻床。

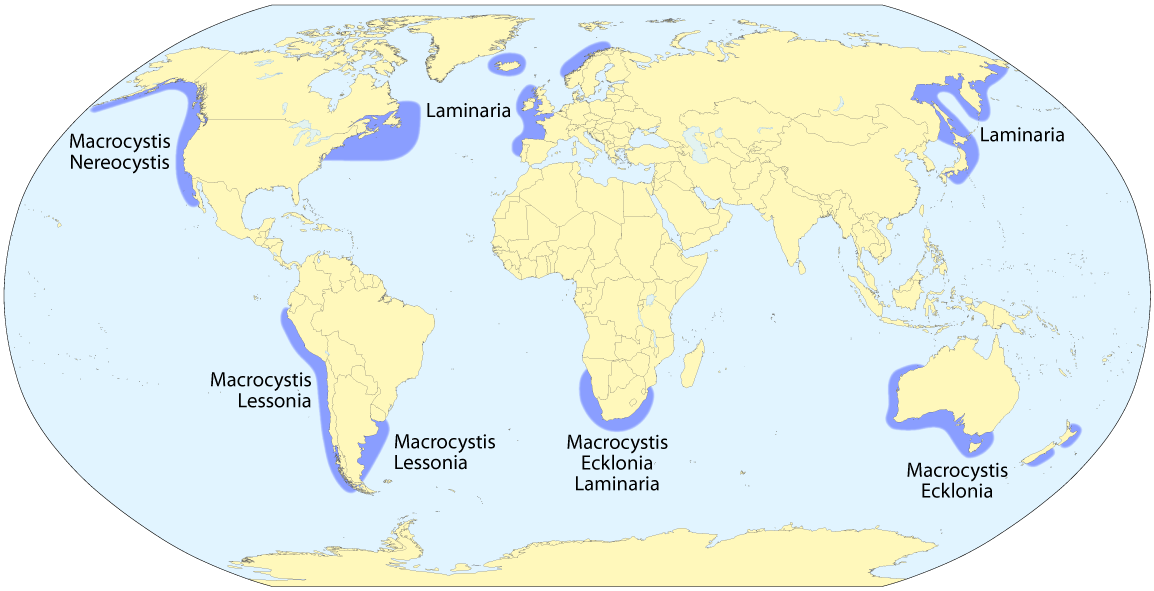
全球海藻林分布

海藻林分布於溫帶到極地地區的沿岸海域。在2007年，於厄瓜多附近的熱帶海域也發現有海藻林分佈。
和熱帶的珊瑚礁一樣，海藻林為許多生物提供生活環境，包括軟體動物、甲殼動物、棘皮動物、魚類及海洋哺乳動物等；同時也為人類提供生產力豐富的漁場。
然而，人類活動正逐漸影響海藻林的分佈。針對某些物種的過度捕撈會使得部分草食動物（例如：海膽、褐藍子魚）的數量失控，進而將海藻啃食殆盡。當海藻消失後，荒蕪地帶將無法供養多少生命。設立海洋保護區能有效緩和這個狀況的發生。

## 海藻
海藻林的主要由不等鞭毛類海帶目的巨型海藻構成，最常見者為大浮藻屬，其他成員也包括海帶屬、搗布屬、巨藻屬、大裙帶菜屬、黑菜屬。
許多生物，包括魚類，利用海藻林作為棲息地以及食物來源。例如：平鮋科、端足類、蝦、海螺、多毛綱、陽遂足等；也包括一些海生哺乳動物與鳥類，例如：海獺、鷗、燕鷗、雪鷺、大藍鷺與鸕鶿等。
海藻屬於原生生物而非植物，由葉狀體組成，不具有葉片、根系和莖，但具有功能類似的結構：
- 固著器是類似根系的構造，將整株海藻固著於海床上，但不具有吸收營養的功能。
- 柄是類似莖的構造，負責連結海藻的各種結構。
- 藻體是類似植物葉片的構造，負責吸收營養以及行光合作用。

此外，許多海藻的藻體與柄之間具有浮球組織，可以提供浮力，幫助它們在水流中維持直立。
海藻生存的條件包括堅實的海床沉積（岩石或沙）、大量的營養鹽（氮或磷）與充足的光線（每年最低輻照度 > 50 E m−2）。海藻林多半仰賴上升流帶來較低溫且富含營養物質的海水滋養。在理想情況下，大浮藻屬一天可成長 30–60 公分。腔囊藻屬為一年生，黑菜屬則為多年生，壽命可超過 20 年。

## 圖集

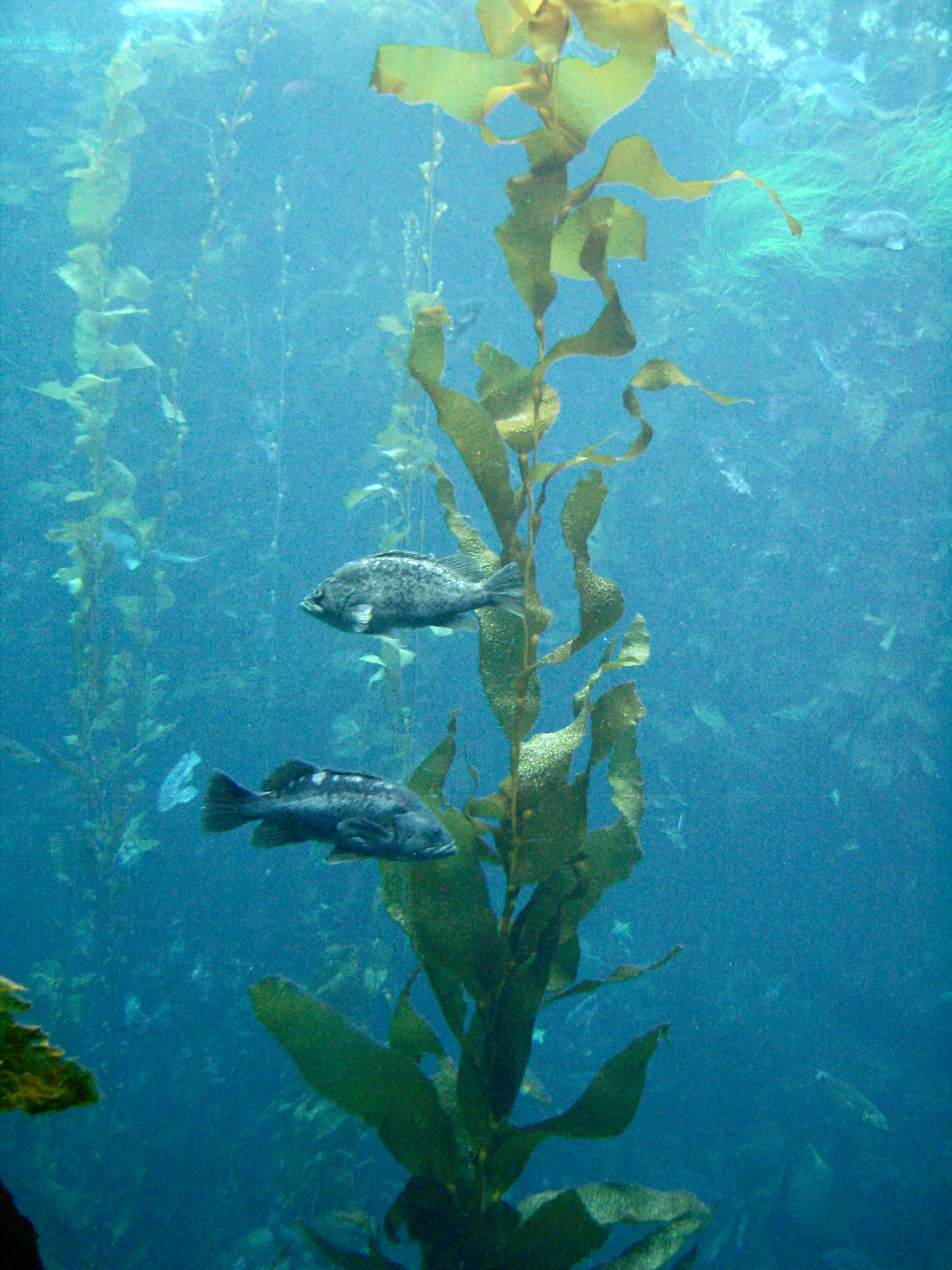
平鮋科（Sebastidae）的魚類
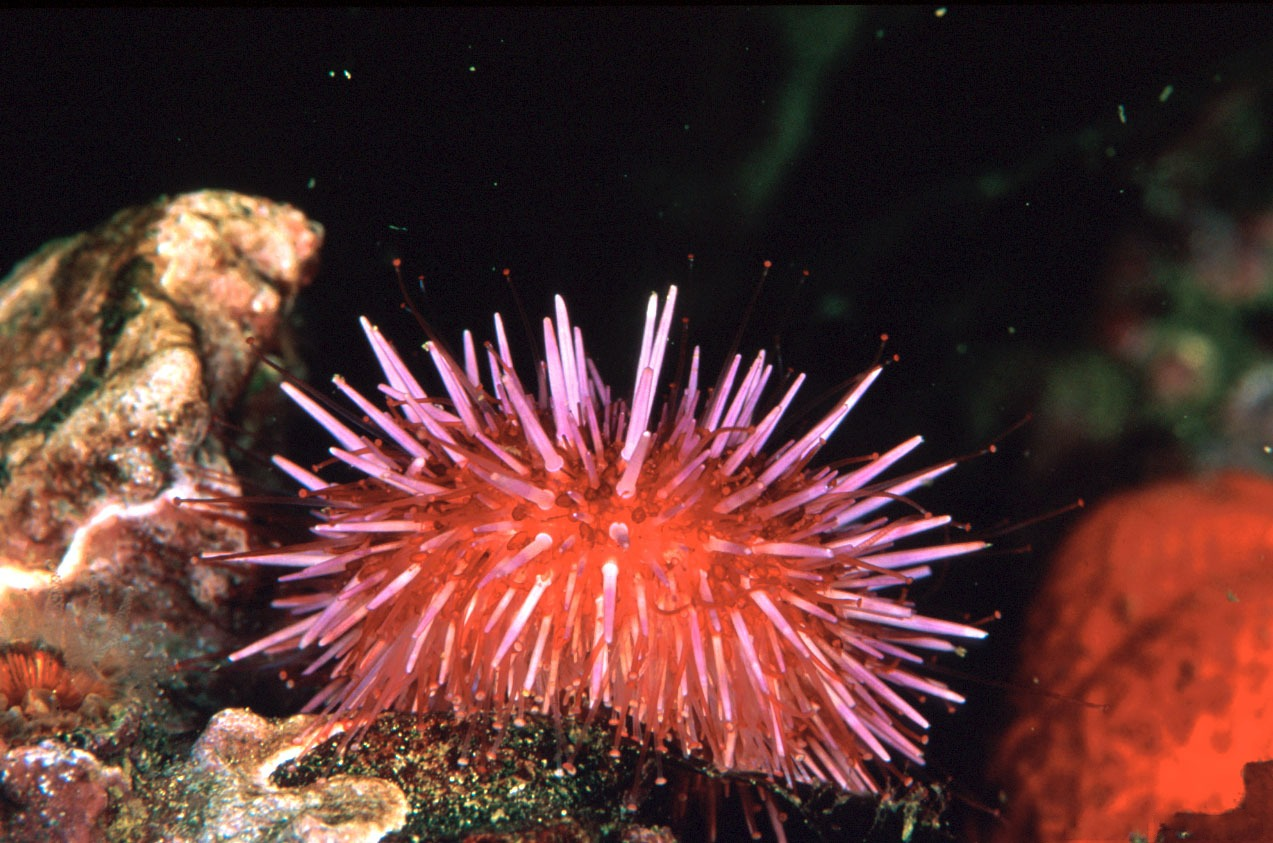
紫海膽（Strongylocentrotus purpuratus）會啃食海藻的基部（英语：holdfast）
海獺（Enhydra lutris）會捕食海膽，進而控制牠們的數量。
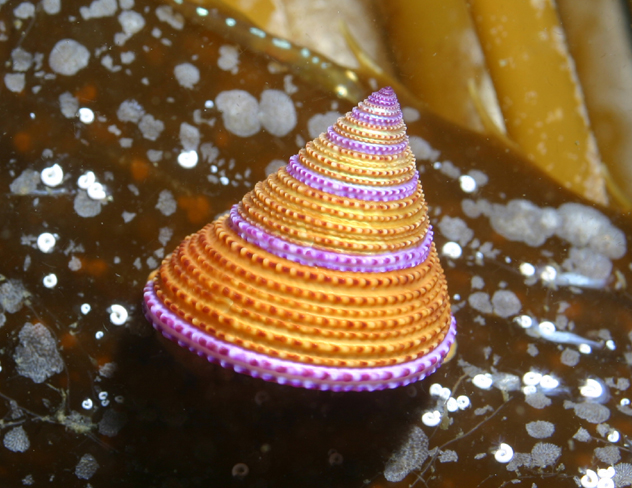
正在啃食巨藻葉片的紫金鐘螺（Calliostoma annulatum）
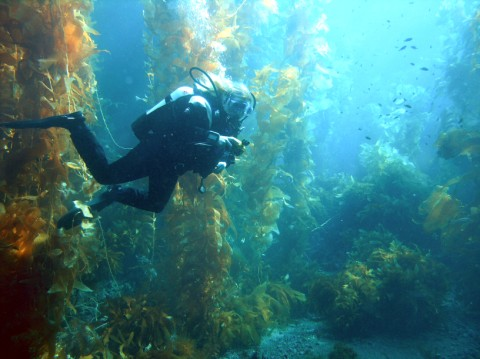
加州外海的海藻林
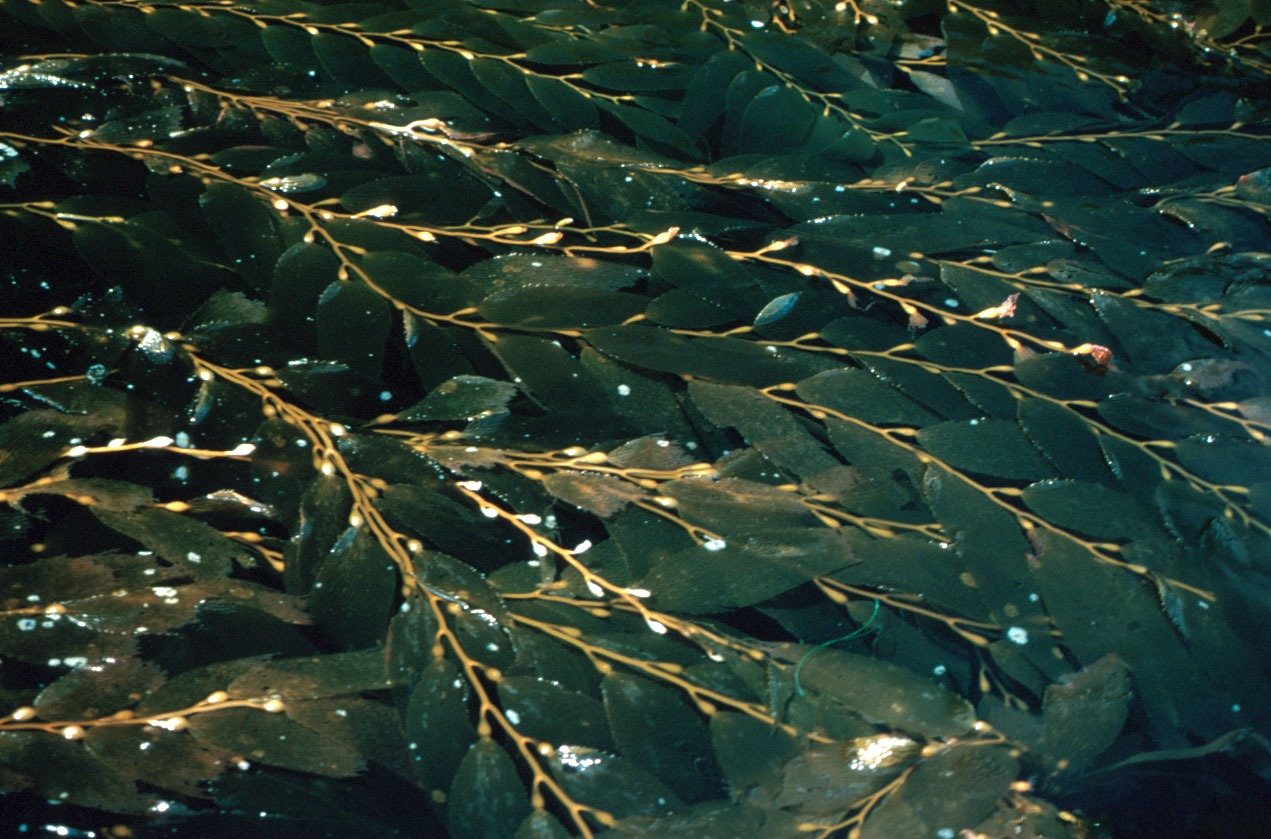
大型褐藻利用空氣，使其藻冠能浮在水面，以進行光合作用。
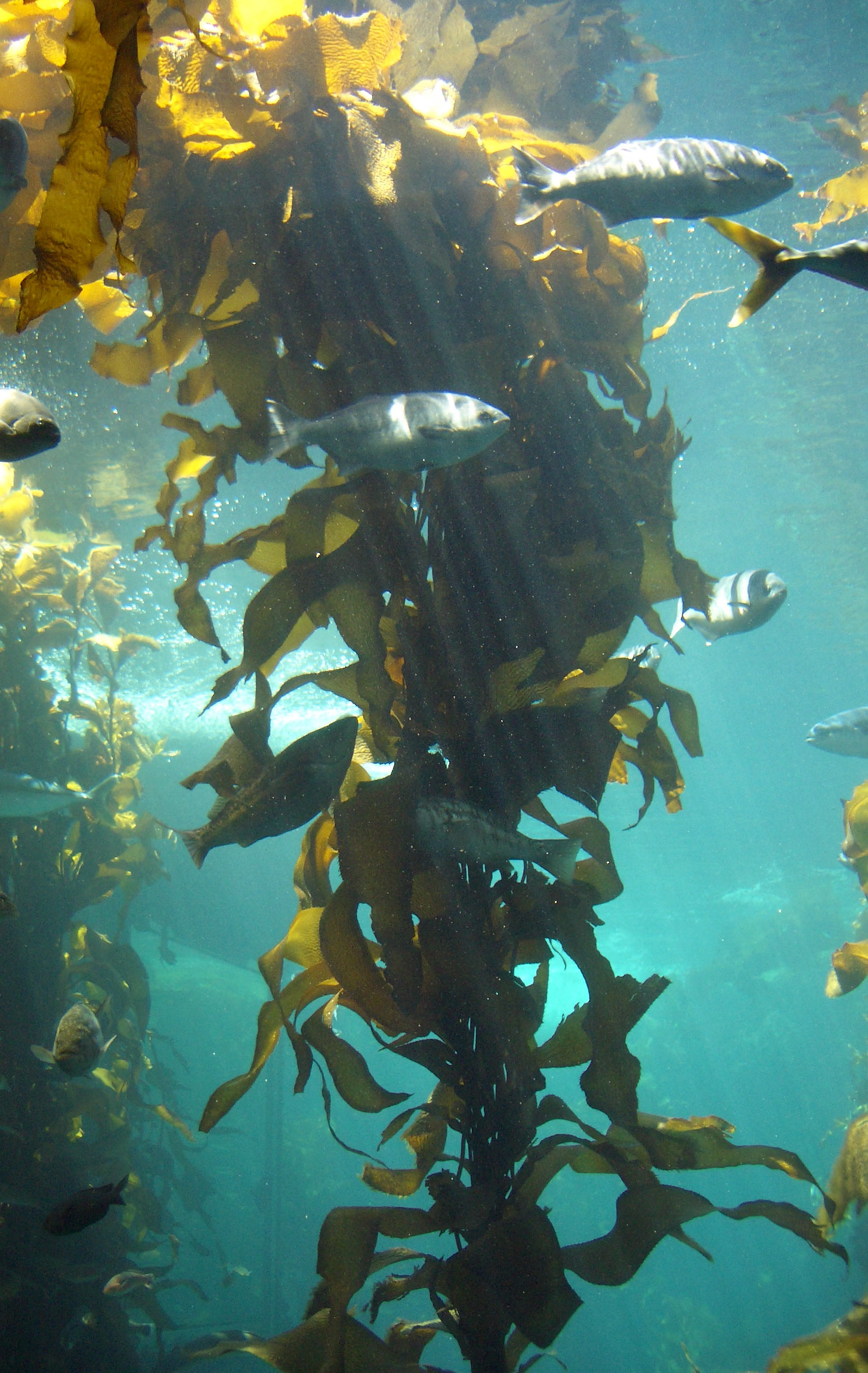
蒙特瑞灣水族館展示的海藻林
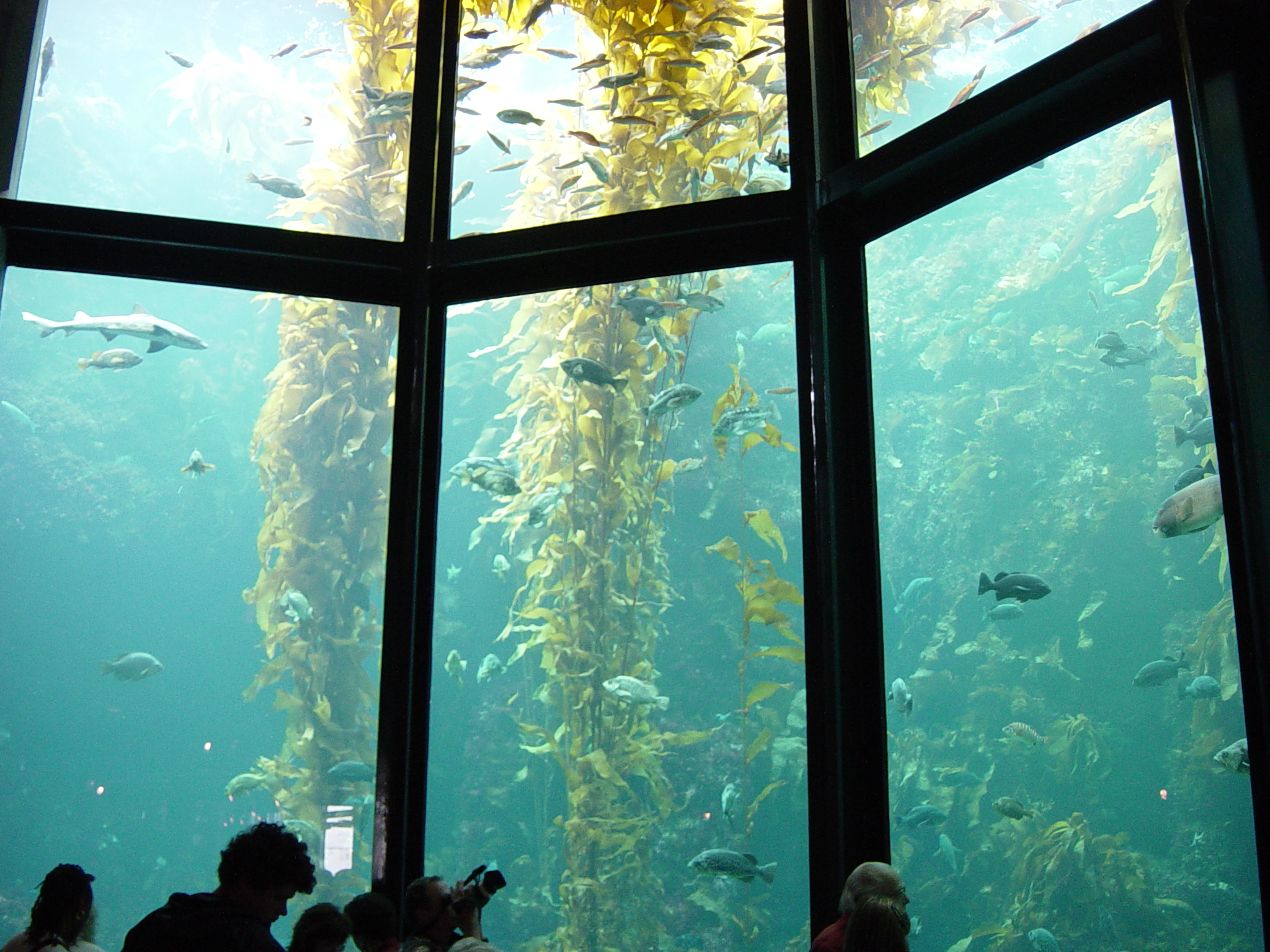
蒙特瑞灣水族館展示的海藻林

## 外部連結
- 科學家正努力恢復消失中的海藻林 （页面存档备份，存于）
- 暖化助草食熱帶魚擴張領海 海藻森林遭啃食 （页面存档备份，存于）